# Fijación oral vol. 1
Fijación oral vol. 1 es el sexto álbum de estudio de la cantante colombiana Shakira, publicado internacionalmente en junio de 2005 por las compañía discográfica Epic. Después de alcanzar el éxito internacional con su primer disco en inglés, Servicio de lavandería (2001), Shakira quiso lanzar un proyecto en español como su seguimiento. En la línea de su anterior trabajo, Fijación oral vol. 1 es un álbum de pop latino con canciones que combinan distintos géneros como el pop rock y el soft rock. Shakira afirmó que el título del álbum es «un término de origen psicoanalítico». Su producción estuvo a cargo de la cantante junto con Gustavo Cerati, Lester Méndez, Luis Fernando Ochoa y José «Gocho» Torres. Rick Rubin hizo de productor ejecutivo.
Luego de su publicación, Fijación oral vol. 1 recibió en general reseñas favorables por parte de los críticos de música, quienes cumplimentaron la evolución de Shakira desde su trabajo anterior. El álbum debutó en el número cuatro de la lista Billboard 200 de Estados Unidos con 157 000 copias en su primera semana. Estableció un récord como el debut más alto para un álbum en español en ese país. También consiguió el número uno en las listas Top Latin Albums y Latin Pop Albums. Internacionalmente, alcanzó la primera posición en Alemania, Argentina, España y México. Fijación oral vol. 1 ganó el galardón al mejor álbum rock latino/alternativo en los premios Grammy de 2006 y álbum del año y mejor álbum de pop vocal femenino en los premios Grammy Latinos del mismo año. Se convirtió en el álbum de pop latino más vendido de la década en Estados Unidos y el segundo álbum latino más vendido en general. Hasta 2017, se han vendido cuatro millones de copias de Fijación oral, vol. 1 en el mundo y es el octavo álbum latino más vendido en los Estados Unidos.
Para promocionar Fijación oral vol. 1 se publicaron varios sencillos internacionales. El primero de ellos, «La tortura», es una colaboración con el cantante español Alejandro Sanz. Alcanzó el número 23 en la lista Billboard Hot 100 y se convirtió en la quinta canción de Shakira en llegar a la primera posición de la lista Top Latin Songs. El segundo sencillo, «No», fue coescrito por la cantante y Cerati, quien también es acreditado como artista invitado. «Día de enero», «La pared» y «Las de la intuición» alcanzaron también éxito internacional. En noviembre de 2005, Shakira complementó el lanzamiento de este álbum con Oral Fixation vol. 2, su segundo trabajo en inglés. Ambos materiales discográficos fueron empaquetados en un box set, lanzado como Oral Fixation Volumes 1 & 2 en enero de 2007. Para promocionar ambos proyectos, en 2006 y 2007 Shakira se embarcó en el Tour Fijación Oral, su cuarta gira internacional. Se publicó un álbum en vivo grabado durante la gira, Tour Fijación Oral, que muestra el concierto, vídeos musicales de las canciones y detrás de escenas grabadas durante el tour.

## Antecedentes y desarrollo
| «La etapa a la que los seres humanos estamos oralmente fijados es la primera etapa de nuestra vida, la más primaria, la más instintiva, la más animal. Creo que sigo en esa etapa, [...] sobre todo en este momento, que me siento más en contacto conmigo misma, con el ser animal que hay dentro de mí con la mujer más salvaje y más primaria, la universal, la que somos todas. Con esa que cada vez estoy conociendo más». —Shakira hablando del desarrollo del álbum. |

Aunque al principio Shakira no sabía si lanzaría un disco en idioma español o inglés, ella quería trabajar en un álbum. Después de alcanzar el éxito internacional en 2001 con su primer álbum en inglés, Servicio de lavandería (Laundry Service), la cantante quería lanzar su seguimiento. Habiendo coescrito casi sesenta canciones para el proyecto, Shakira decidió dividir la publicación en dos volúmenes y ponerse «en la misión de seleccionar [sus] favoritos» para grabar. Shakira afirmó que hizo el proyecto «porque le salió así» y «eso desembocó en dos álbumes». Ella eligió que quería publicar primero un disco en español como parte de un proyecto de dos álbumes bilingües. Este sería el primero desde ¿Dónde están los ladrones? (1998). Ella manifestó: 

«El mercado respondió muy bien a Laundry Service. Pero lo que mi alma me pedía era salir primero con un disco en español. Era lo que tenía que hacer».

De acuerdo con una entrevista en 2005, Shakira expresó que el «proceso del disco» comenzó durante una estadía en Madrid, España. Al escribir las canciones, Shakira declaró que «se componían solas en inglés o español». Fijación oral, vol. 1 contiene todas las canciones en idioma español y Oral Fixation, vol. 2 cuenta con todas las pistas en inglés. Shakira dijo inicialmente que el segundo volumen tendría un «nuevo repertorio de canciones», aunque el álbum completo incluye dos traducciones al inglés de las canciones del primer disco. Fue reeditado en 2006 como una versión ampliada con una grabación adicional traducida y su futuro hit internacional, «Hips Don't Lie».
Al grabar los discos, ella trabajó con colaboradores anteriores como Lester Méndez y Luis Fernando Ochoa y nuevos socios como Gustavo Cerati y José «Gocho» Torres. Shakira grabó todas las pistas del álbum en los Compass Point Studios en Nasáu, Bahamas en sesiones de grabaciones con Gustavo Celis. La mezcla de las canciones se realizó en los estudios Warehouse de Vancouver, Canadá en 2004. Sobre la producción, Cerati se refirió a ella como «una reunión muy productiva», calificándola como «muy dulce y muy agradable». La portada de ambos álbumes fue inspirada por Eva, la primera mujer; Shakira dijo que «[Quería] atribuir a Eva una razón más para morder la fruta prohibida, y que sería su fijación oral» y que «[ella siempre sintió] que [ha] sido una persona muy oral. [Es su] mayor fuente de placer». La portada de Fijación oral, vol. 1 muestra a Shakira sosteniendo a un bebé en sus brazos. Ella dijo que la carátula alude a la teoría del psicoanalista Sigmund Freud donde los bebés comienzan descubrir el mundo a través de la boca durante la fase oral del desarrollo psicosexual. Shakira manifestó al referirse al título y portada del álbum: 

«He vivido a través de la boca, cantando, besando, hablando y comiendo chocolate, mi debilidad. Es también un término de origen psicoanalítico, que se refuerza con la portada de una madre que da mamar a su hijo».

## Composición
Fijación oral, vol. 1 es un álbum de pop latino «electrico» que combina géneros de dance-pop, adult contemporary y soft rock con varias canciones de amor. En el álbum, se «experimentan nuevos sonidos» como el bossa nova y el reguetón, al cual la cantante lo llama «shaketon» porque «es el nuevo ritmo llegado desde Puerto Rico, pero hecho a [su] manera». El disco es considerado un «álbum bilingüe» ya que contiene pistas en idioma español con versos en francés y alemán. De acuerdo con Barry Walters de Rolling Stone, el disco contiene influencias de álbumes de Stereolab, Eurythmics, Elvis Costello, Depeche Mode, y Soda Stereo. Según Hugo Fernández del sitio web español LaHiguera, Fijación oral, vol. 1 «contiene excelentes melodías, buenas letras, y una sensacional voz». Al principio, Shakira tenía planeado lanzar un álbum con géneros como el rock electrónico y el rock alternativo. Sin embargo, ella afirmó que descartó esa idea: 

«Me acuerdo que al principio tenía muchas ganas de hacer un disco con influencia de los años ochenta, quería hacer un disco electrónico, que invocara bandas como Depeche Mode [y] The Cure. Entonces dije: "Prohibido los guitarrazos, saquen todas las guitarras y vamos a usar sólo sintetizadores". [...] Quería trabajar con lo más primario».
Shakira.

«Este el disco más ecléctico y más producido de que he tenido hasta ahora [...] [Las canciones son una] compilación de todo lo que he vivido, fantaseado, reído y llorado en el último año y medio», dijo Shakira. Fijación oral, vol. 1 abre con «En tus pupilas» una balada dream pop que incorpora elementos de música folk. En ella, Shakira canta en «susurro» en idiomas español y francés sobre «las cosas fantásticas que ve en los ojos de su amante». «La pared» muestra un «lado más peligroso de amor» en donde con su voz «lleva todas esas emociones con facilidad»; empieza con los «ecos de "Sweet Dreams" de Eurythmics». «La tortura», el tercer tema y sencillo principal del álbum, es una canción up-tempo de pop latino que combina géneros como el dance, flamenco y reguetón. Es una colaboración entre Shakira y el cantante español Alejandro Sanz y habla «un novio que vuelve» arrepentido mientras ella «lucha con sus propios impulsos». El cuarto tema, «Obtener un sí», es una canción bossa nova con una gran influencia de Sinatra, en donde Shakira «está respaldada por una orquesta de un cantante melódico del 1950». «Día especial» cuenta con el cantante y compositor argentino Gustavo Cerati en la guitarra.
«Escondite inglés», la sexta pista, tiene una sensación new wave con un «cursi hook de órgano». En el siguiente tema, «No», con Cerati en la instrumentación, Shakira canta con «un efecto devastador [nostalgia]» y le dice a su hombre «No, no me mires como antes, no hables en plural; la retórica es tu arma más letal». «Las de la intuición» es una canción synth pop que «suena como una vuelta al electro-pop de la vendimia Madonna». La novena pista, «Día de enero», es un «clásica canción de amor» donde ese sentimiento «puro se muestra en su forma más bella». Está específicamente dedicada a su en ese entonces novio, Antonio de la Rúa. «Lo imprescindible» combina el rock electrónico con versos en alemán donde ella expresa: «bleib Baby bleib, Baby geh nicht wieder weg» («quédate, baby quédate. Baby no te vayas otra vez»). Fijación oral, vol. 1 concluye con una versión acústica de «La pared» y la remezcla Shaketon de «La tortura».

## Sencillos
«La tortura», con Alejandro Sanz, fue publicada como el primer sencillo del álbum el 12 de abril de 2005 por descarga digital y 30 de mayo del mismo año en disco compacto. Recibió elogios por parte de la crítica. Alcanzó el número veintitrés en la lista Billboard Hot 100 y la primera casilla en el Hot Latin Songs. Se convirtió en la quinta canción de Shakira en llegar a esa posición y el primero de Sanz en la lista, además de permanecer veinticinco semanas no consecutivas en el número uno. También se reconoció como la canción en español más vendida en Estados Unidos con más de un millón de ventas digitales. En España, «La tortura» debutó el número uno en la lista de sencillos de PROMUSICAE. Esta se convirtió en la primera canción de Shakira en alcanzar esa posición en ese país. También alcanzó el top diez en varias países como Austria, Finlandia, Francia, Países Bajos, Suecia y Suiza. Recibió las certificaciones de disco de oro por la IFPI y la BVMI, y platino por la RIAA. Michael Haussman dirigió el vídeo musical de «La tortura» en donde se muestra a Shakira y Sanz en una relación romántica ficticia. También se realizó un clip para la remezcla Shaketon de la canción. Recibió tres nominaciones en los MTV Video Music Awards de 2005 en las categorías mejor vídeo femenino, mejor vídeo de dance y elección de los espectadores, convirtiéndose así en la primera canción en español en obtener dichos elogios. Asimismo, ganó en los Grammy Latinos de 2006 como canción del año y grabación del año.
«No» se lanzó como el segundo sencillo junto a la publicación del álbum el 7 de julio de 2005 por descarga digital.. Semanas después se lanzó un CD con la pista en diferentes regiones. Más tarde fue publicada como lado B del primer sencillo de Oral Fixation vol. 2, «Don't Bother», en noviembre del mismo año. Logró el número dos en el Latin Pop Songs y el once en Hot Latin Songs. Su vídeo musical se filmó en el puerto de Barcelona y Jaume de Laiguana lo dirigió a finales de junio de 2005. El clip recibió la nominación al vídeo del año en los MTV Video Music Awards Latinoamérica de 2005, sin embargo perdió ante su propia canción, «La tortura». El tercer sencillo, «Día de enero», se publicó en CD a comienzos de 2006. Consiguió las posiciones veintinueve y siete en las listas Hot Latin Songs y Latin Pop Songs, respectivamente. Laiguana también filmó el vídeo, el cual se ambienta en un atardecer en la playa.
«La pared» se lanzó como cuarto sencillo en varias estaciones de radios de México y España. Alcanzó el número uno en la lista airplay de 40 Principales, convirtiéndose así en la séptima canción de Shakira en alcanzar dicha posición. Sin embargo, no entró en ninguna otra lista internacional. El vídeo musical se rodó durante el concierto de Shakira en el Estadio Azteca de México, D. F. Su pianista Albert Méndez apareció en el clip. El sencillo final, «Las de la intuición», se publicó en mayo de 2007 junto con varias remezclas. Este se lanzó a petición de los fanáticos de la cantante. Consiguió las posiciones dieciséis y treinta y uno en los conteos Latin Pop Songs y Hot Latin Songs, respectivamente,  y el nueve en el Russian Airplay Chart. Shakira y Laiguana dirigieron el vídeo musical; en él se muestra a Shakira con un «cabello color café, en tonalidades rojas, cabellera china, una melena más lacia y corta, entre muchos otros cambios más». Una versión en inglés se lanzó como parte de la campaña de SEAT Catch the Fever.  Alcanzó el número seis en Países Bajos.

## Lanzamiento y promoción
La preventa oficial del álbum se anunció el 3 de mayo de 2005 en Colombia y el 24 del mismo mes en el resto del mundo. Fijación oral, vol. 1 se publicó en formato disco compacto en Estados Unidos el 4 de junio y dos días después en el resto del mundo por las compañía discográfica Epic Records. La tienda musical Tower Records comenzó a vender el álbum un día antes de su fecha prevista. Una edición Dual disc también se lanzó; esta contenía el vídeo musical de «La tortura», un detrás de escenas en la producción del disco y una entrevista exclusiva de Alejandro Sanz a Shakira. En Estados Unidos esta versión se publicó en dos discos: el primero con las doce pistas originales y el segundo un DVD con el material en vídeo. El vídeo de la producción se transmitió desde el 4 de mayo en el canal de televisión HTV. Para promocionar el álbum, Shakira interpretó el sencillo principal del álbum, «La tortura», en la entrega de los MTV Video Music Awards de 2005 en el American Airlines Arena de Miami, Florida. Este se convirtió en la primera presentación de una canción en español durante la historia de los MTV VMA. Asimismo, también cantó «La tortura» en Saturday Night Live, también con Sanz, en Wetten, dass..?, y en The Today Show. Ella realizó un concierto en Times Square, Manhattan en donde interpretó varios temas de Fijación oral, vol. 1 y Oral Fixation vol. 2 el 21 de noviembre. Shakira se presentó en el Jingle Ball de la KIIS-FM en el Shrine Auditorium de Los Ángeles el 6 de diciembre del mismo año. También estuvo en un concierto patrocinado por la estación de radio estadounidense WHTZ diez días después en el Madison Square Garden en Nueva York. La cantante también interpretó otras canciones del álbum en diferentes ocasiones. Shakira presentó «No» durante la gala de los Premios MTV Latinoamérica 2006. También cantó «La pared» en un concierto de 40 Principales y «Día de enero» en los Premios Lo Nuestro de 2006. Igualmente, Shakira interpretó un popurrí entre la versión acústica de «La pared» y «La tortura», con Sanz como invitado especial, en los Premios Grammy Latinos de 2006.

### Gira
Como parte de la promoción de Fijación oral, vol. 1 y Oral Fixation vol. 2, Shakira se embarcó en el Tour Fijación Oral. Comenzó el 14 de junio de 2006 en Zaragoza, España, y terminó el 9 de julio de 2007 en Estambul, Turquía. La gira recorrió Europa, Norteamérica, Latinoamérica, Asia y África, y recaudó $38.6 millones de dólares en todo el mundo ocupando así el decimoquinto puesto en la lista de los tours más exitosos en 2006. Durante el 2007, la gira obtuvo ingresos de $11.3 millones, recaudando así $49.9 millones en total. El Tour Fijación Oral fue patrocinado por la empresa española de automóviles SEAT durante la etapa en Europa. Un álbum en directo se grabó durante los conciertos ofrecidos en Miami, Florida en diciembre de 2006. Nick Wickham dirigió Tour fijación oral y se lanzó el 13 de noviembre de 2007. Sanz y Wyclef Jean aparecieron como artistas invitados en el álbum. Este lanzamiento incluye un DVD con el concierto completo, un CD con varias pistas en vivo, diferentes videoclips de las canciones de Fijación oral, vol. 1 y dos vídeos extras: Pies descalzos, un documental que muestra el trabajo de su fundación durante la construcción de escuelas en Colombia, y Alrededor del mundo en 397, un detrás de escenas de la gira. El concierto también se mostró en diferentes salas de cine de Estados Unidos.

## Recepción crítica
De acuerdo con el sitio web Metacritic, Fijación oral, vol. 1 recibió «críticas generalmente favorables», con una puntuación de 79 sobre 100 basado en 13 reseñas profesionales. Stephen Thomas Erlewine de Allmusic le dio al álbum una reseña positiva, afirmando que se «extiende a ambos lados con la línea de elegancia entre el pop latino tradicional y lo sexy». Además afirmó que Fijación oral, vol. 1 «conquistaría la mitad del mundo» y Oral Fixation vol. 2 «la otra mitad». Erlewine que este álbum fue un «fuerte movimiento» y escribió que Shakira «no sólo puede regresar a sus raíces, sino expandirlas». Leila Cobo de la revista Billboard sostuvo que el álbum «es una reminiscencia de la personalidad», y declaró que «Shakira, por supuesto, es inconfundible. Pero el golpe de estado es que cada pista es absolutamente distintiva, incluso en varias canciones sin estribillos claros ni hooks». Geoff Harkness del Chicago Tribune dio una reseña negativa al álbum y llamó a la voz de Shakira como «garganta de cabra». Sin embargo, Neil McCormick de The Daily Telegraph alabó su voz y la melodía del álbum, aunque lo no lo recomendó a la gente que no habla español. Un editor del sitio web irlandés entertainment.ie lo calificó con cuatro de cinco estrellas y alabó el contenido del álbum. Por otro lado, Ernesto Lechner de Entertainment Weekly consideró que Shakira «se ha encontrado a sí misma de nuevo» por «la colocación de su vocalización operística al servicio de la poesía en español», y añadió que éste era su mejor álbum hasta la fecha. Spence D. de IGN calificó al disco con 6,7 de 10 puntos, lo que indica una nota «satisfactoria». Además afirmó: 

«Como era de esperar, Shakira ha aprovechado plenamente en nuestra noción romántica de la música latina con lo que es ostensiblemente su primer lanzamiento importante fuera de su tierra natal y en Europa a ser prestados plenamente en su lengua nativa. [...] Incluso las notas para el álbum son en español, dejando pop gringos amorosos. Para el resto de nosotros, sólo sucumbir a una de las lenguas de amor debería ser suficiente. [...] Fijación oral, vol. 1 revela a Shakira para ser un artista confusa, aparentemente atrapada entre el tirón de su herencia musical colombiana nativa y una mayor aceptación popular estadounidense».

David Simpson de The Guardian comparó las melodías de álbum con Cher y Hazel O'Connor, y señaló que «las canciones son pegadizas, con melodías bastante buenas para tentar a los que no hablan español a cantar». Simpson también llamó a la cantante como la «Madonna latinoamericana». Hugo Fernández del sitio web español LaHiguera afirmó que Shakira es en Fijación oral, vol. 1 «fresca pero madura, frágil pero fuerte, tierna pero pícara», y lo calificó como uno de los mejores álbum del 2005. Asimismo, Jon Pareles de The New York Times describió al álbum como «felizmente panamericano», y sostuvo que «para Shakira todo es pop, estructuras tensas para la pasión volátil». Pareles también encontró la imagen de Shakira como «inteligente o ambiciosa» como características de un símbolo sexual. El elogió la versatilidad de las letras en varios idiomas y su experimentación en varios géneros, citando la «multiplicidad» en «los arreglos, en las emociones mezcladas de la letra, [y] en la voz mercurial de Shakira». Mark Kemp de la revista Paste dio una crítica agridulce, diciendo que el disco era «más fuerte en general que Servicio de lavandería, pero no tan caliente como de ¿Dónde están los ladrones?». Kemp felicitó a Shakira por disipar las nociones de que ella es «la Britney latina, la Ricky Martin mujer [y] la tarta de pop bonito que canta en español y suena como Alanis». Matt Cibula de PopMatters también dio una reseña positiva, y lo calificó como un «muy buen álbum de pop latino» y llamó a su segundo volumen como una «subestimación enorme». Barry Walters de la revista Rolling Stone calificó al álbum con tres estrellas y media de cinco, además agregó: 

«Los fanáticos de siempre saben que Shakira como cantante y compositora es de más profundidad y amplitud que desde su descubrimiento [internacional] de 2001 en idioma inglés, Servicio de lavandería, reveló. Para su primer álbum de material nuevo en español desde Dónde están los ladrones? de 1998, la cantante colombiana hace alarde a las partes de su personalidad musical reprimida por la bebé de hip-orientable que irrumpió la radio estadounidense con "Whenever, Wherever" y "Underneath Your Clothes"».

 También dijo que el productor ejecutivo Rick Rubin ayudó a «restaurar la integridad artística de Shakira, manteniéndola a raya de la industria». Joey Guerra de Amazon.com dijo: «El balido de Shakira, la voz penetrante está en buena forma, y le da al material una urgencia eléctrica». Agustín Gurza de Los Angeles Times alabó la producción y afirmó que la letra de las canciones «invita a fijarse en las palabras de su boca emite». Tom Townsend de Yahoo! Music elogió a Shakira por estar «completamente despierto y, como solían decir en Smash Hits, de vuelta, vuelta, vuelta!». Él también la llamó «la mayor estrella del pop que tenemos», comparando su «arte de consumir» con el de Madonna y Prince. Townsend alabó al álbum por inspirar un renacimiento de la música pop, diciendo que su lanzamiento demostró que el género «no estaba muerto, sólo dormido». Finalmente, Ruan Carlo de Sputnikmusic lo calificó como «magnífico» y sostuvo que en Fijación oral, vol. 1 «es en donde reside realmente el cambio» de sus álbumes anteriores. Asimismo dijo que «todos los elementos que hacen que un disco de pop se destace están presentes aquí». Su reseña finalizó con: 

«La música pop contemporánea no tiene realmente nadie como Shakira. Ella es única, no a causa de sus orígenes exóticos (ella nació en Colombia, pero su familia es de Líbano), sino simplemente por su música. El lenguaje es irrelevante: es versátil y, sobre todo, con talento suficiente para sonar muy bien de todos modos. Con este álbum, su máxima expresión, se establece como una de los mejores cantantes de pop en el mundo, sin duda la mejor. Ya se trate de "fijación oral" o "oral fixation" o lo que sea, yo podía escuchar a muchos más volúmenes de este».

## Recepción comercial

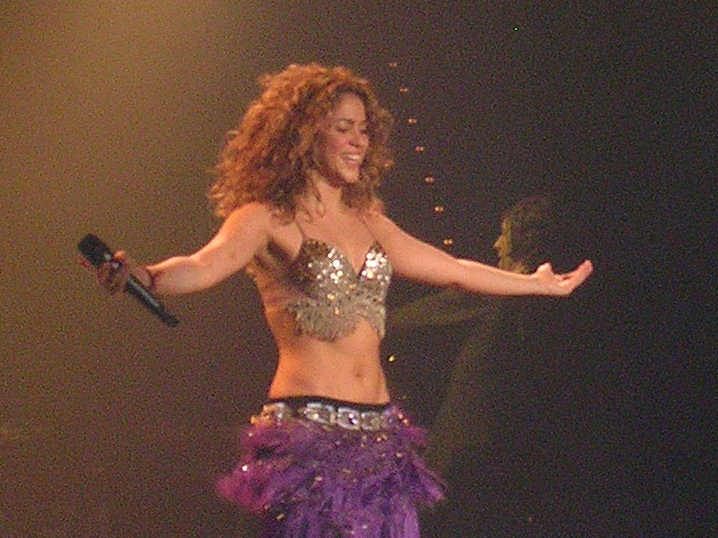
Shakira durante el Tour Fijación Oral en 2006.

En los Estados Unidos, Fijación oral, vol. 1 debutó en el número cuatro de la lista Billboard 200 el 25 de junio de 2005 con 157 000 copias vendidas en su primera semana. El álbum se convirtió así en el mejor debut en ventas para un álbum en idioma español, superando a Almas del silencio (2003) de Ricky Martin con 65 000 copias. También alcanzó la mejor posición de un álbum en español por una artista femenina en el país, la cual todavía no ha sido superada. Lois NajarianSu, representante de su compañía discográfica Epic Records, llamó a Shakira «la más grande artista femenina de crossover en el mundo» por su logro en la lista. También consiguió el número uno en los conteos Top Latin Albums y Latin Pop Albums. En la lista de fin de año del 2005, Fijación oral, vol. 1 ocupó la segunda casilla, seguido de Barrio fino de Daddy Yankee. En 2009, Billboard lo nombró como el mejor álbum de pop latino de la década del 2000. De acuerdo con Nielsen SoundScan, de Fijación oral, vol. 1 se llegó a vender aproximadamente 1 001 000 copias, lo que le permitió estar once veces certificado platino de acuerdo con la política de la RIAA para álbumes en español.
En Latinoamérica, de Fijación oral, vol. 1 se logró vender más de 100 000 copias al poco de publicarse en su Colombia natal y México. Adicionalmente fue reconocido con la certificación de triple platino por la Asociación Colombiana de Productores de Fonogramas (ASINCOL). Esto marcó un récord ya que le fue entregado por las preventas del álbum en una conferencia de prensa en Bogotá, Colombia, días previos la lanzamiento del álbum en el país. También consiguió el número uno en la lista de álbumes de Argentina y recibió la certificación de triple platino en ese país. Asimismo, en Venezuela vendió más de 34 000 copias y fue certificado platino pocos después de su lanzamiento por la Asociación Venezolana de Intérpretes y Productores de Fonogramas (AVINPRO). En Chile, fue certificado platino por 15 000 copias vendidas. De igual forma en México debutó en el número uno de la lista Top 100 México y recibió la certificación de triple platino por 300 000 copias.
En el Reino Unido, Fijación oral, vol. 1 obtuvo una recepción moderada, ya que logró el número 180 en la lista UK Albums Chart el 18 de junio de 2005. En el resto de Europa, el álbum adquirió un buen éxito comercial. En Alemania, alcanzó la primera posición en agosto del mismo año, tras permanecer siete semanas en el conteo Media Control Charts. También fue certificado con triple platino por la Bundesverband Musikindustrie. En la lista austriaca Ö3 Austria Top 75, el álbum llegó hasta la segunda posición y permaneció allí durante dos semanas. En ese país recibió la certificación de disco de platino por 30 000 ejemplares vendidos en julio de 2007. Fijación oral, vol. 1 logró las posiciones quince y seis en las listas belgas Ultratop 50 y Ultratop 40, respectivamente. El álbum debutó en el número uno en la lista de álbumes de España, aportada por la PROMUSICAE. Este se convirtió en el primer álbum de Shakira en alcanzar dicha posición. Además recibió doble disco de platino por 80 000 copias vendidas en ese país. Para marzo de 2008, el álbum había vendido más de 120 000 copias y recibió triple disco de platino. También alcanzó el top diez en Finlandia, Francia, Hungría, Países Bajos, Portugal y Suiza. Durante sus primeros días, Fijación oral, vol. 1 vendió 1 750 000 copias en todo el mundo. Para 2010, el álbum había vendido unos cuatro millones de ejemplares mundialmente.

## Lista de canciones
Créditos adaptados a partir de la notas de álbum de Fijación oral, vol. 1.

### Edición estándar
| Disco uno: Fijación oral, vol. 1 |                                                    |                 |                              |                                     |          |  |
| N.º                              | Título                                             | Letras          | Música                       | Productor(es)                       | Duración |  |
| 1.                               | «En tus pupilas»                                   | Shakira Mebarak | Shakira, Luis Fernando Ochoa | Shakira, Ochoa                      | 4:24     |  |
| 2.                               | «La pared»                                         | Shakira         | Shakira, Lester Méndez       | Shakira, Méndez                     | 3:20     |  |
| 3.                               | «La tortura» (con Alejandro Sanz)                  | Shakira         | Shakira, Ochoa               | Shakira, Méndez José «Gocho» Torres | 3:35     |  |
| 4.                               | «Obtener un sí»                                    | Shakira         | Shakira, Méndez              | Shakira, Méndez                     | 3:21     |  |
| 5.                               | «Día especial» (con Gustavo Cerati)                | Shakira         | Cerati, Shakira, Ochoa       | Shakira, Cerati                     | 4:25     |  |
| 6.                               | «Escondite inglés»                                 | Shakira         | Shakira                      | Shakira, Méndez                     | 3:10     |  |
| 7.                               | «No» (con Gustavo Cerati)                          | Shakira         | Shakira, Cerati              | Shakira, Méndez, Cerati             | 4:47     |  |
| 8.                               | «Las de la intuición»                              | Shakira         | Shakira, Ochoa               | Shakira, Méndez, Ochoa              | 3:40     |  |
| 9.                               | «Día de enero»                                     | Shakira         | Shakira                      | Shakira, Méndez                     | 2:55     |  |
| 10.                              | «Lo imprescindible»                                | Shakira         | Shakira, Méndez              | Shakira, Méndez                     | 3:58     |  |
| 11.                              | «La pared» (Versión acústica)                      | Shakira         | Shakira, Méndez              | Shakira, Méndez                     | 2:41     |  |
| 12.                              | «La Tortura» (Shaketon remix) (con Alejandro Sanz) | Shakira         | Shakira, Ochoa               | Shakira, Méndez, Torres             | 3:12     |  |

| Disco dos: Fijación oral, vol. 1: DVD/versión DualDisc |                                                   |          |  |
| N.º                                                    | Título                                            | Duración |  |
| 1.                                                     | «La tortura» (vídeo musical) (con Alejandro Sanz) | 3:45     |  |
| 2.                                                     | «Como se hizo Fijación oral, vol. 1»              | 6:56     |  |
| 3.                                                     | «Conversación con Alejandro Sanz»                 | 24:14    |  |

| Disco dos - Exclusiva de Target |                                                       |          |  |
| N.º                             | Título                                                | Duración |  |
| 1.                              | «Fool» (en vivo desde Róterdam)                       | 3:56     |  |
| 2.                              | «¿Dónde están los ladrones?» (en vivo desde Róterdam) | 5:16     |  |
| 3.                              | «La tortura» (Reggaeton Mix) (con Alejandro Sanz)     | 3:44     |  |

Notas
1. 1 2 3 4 5 6 7 8 9 10 11 12 13 14   indica productor auxiliar de la canción.
2. 1 2   indica productor adicional de la canción.

### Relanzamiento
| Disco uno: Fijación oral, vol. 1 |                                                    |                 |                        |                         |          |  |
| N.º                              | Título                                             | Letras          | Música                 | Productor(es)           | Duración |  |
| 1.                               | «En tus pupilas»                                   | Shakira         | Shakira, Ochoa         | Shakira, Ochoa          | 4:24     |  |
| 2.                               | «La pared»                                         | Shakira         | Shakira, Méndez        | Shakira, Méndez         | 3:20     |  |
| 3.                               | «La tortura» (con Alejandro Sanz)                  | Shakira         | Shakira, Ochoa         | Shakira, Méndez, Torres | 3:35     |  |
| 4.                               | «Obtener un sí»                                    | Shakira         | Shakira, Méndez        | Shakira, Méndez         | 3:21     |  |
| 5.                               | «Día especial» (con Gustavo Cerati)                | Shakira, Cerati | Shakira, Cerati, Ochoa | Shakira, Cerati         | 4:25     |  |
| 6.                               | «Escondite inglés»                                 | Shakira         | Shakira                | Shakira, Méndez         | 3:10     |  |
| 7.                               | «No» (con Gustavo Cerati)                          | Shakira         | Shakira, Cerati        | Shakira, Méndez, Cerati | 4:47     |  |
| 8.                               | «Las de la intuición»                              | Shakira         | Shakira, Ochoa         | Shakira, Méndez, Ochoa  | 3:42     |  |
| 9.                               | «Día de enero»                                     | Shakira         | Shakira                | Shakira, Méndez         | 2:55     |  |
| 10.                              | «Lo imprescindible»                                | Shakira         | Shakira, Méndez        | Shakira, Méndez         | 3:58     |  |
| 11.                              | «La pared» (versión acústica)                      | Shakira         | Shakira, Méndez        | Shakira, Méndez         | 2:41     |  |
| 12.                              | «La Tortura» (Shaketon remix) (con Alejandro Sanz) | Shakira         | Shakira, Ochoa         | Shakira, Méndez, Torres | 3:12     |  |

| Disco dos: Oral Fixation vol. 2 |                                                                                               |                      |                                                              |                                     |          |  |
| N.º                             | Título                                                                                        | Letras               | Música                                                       | Productor(es)                       | Duración |  |
| 1.                              | «How Do You Do»                                                                               | Shakira              | Lauren Christy, Scott Spock, Graham Edwards                  | Shakira, Méndez, Cerati, The Matrix | 3:46     |  |
| 2.                              | «Don't Bother»                                                                                | Shakira              | Christy, Spock, Edwards                                      | Shakira, Méndez, Cerati             | 4:18     |  |
| 3.                              | «Hips Don't Lie» (con Wyclef Jean)                                                            | Jean, Shakira        | Jean, Jerry Duplessis, Shakira, Omar Alfano, LaTravia Parker | Jean, Duplessis, Shakira            | 3:40     |  |
| 4.                              | «Illegal» (con Carlos Santana)                                                                | Shakira              | Shakira, Méndez                                              | Shakira, Méndez                     | 3:54     |  |
| 5.                              | «The Day and the Time» (con Gustavo Cerati)                                                   | Shakira, Pedro Aznar | Shakira, Cerati, Ochoa                                       | Shakira, Cerati                     | 4:23     |  |
| 6.                              | «Animal City»                                                                                 | Shakira              | Shakira, Ochoa                                               | Shakira, Ochoa                      | 3:17     |  |
| 7.                              | «Dreams for Plans»                                                                            | Shakira              | Shakira, Brendan Buckley                                     | Shakira, Méndez                     | 4:04     |  |
| 8.                              | «Hey You»                                                                                     | Shakira              | Shakira, Tim Mitchell                                        | Shakira, Mitchell                   | 4:11     |  |
| 9.                              | «Your Embrace»                                                                                | Shakira              | Shakira, Mitchell                                            | Shakira, Méndez                     | 3:34     |  |
| 10.                             | «Costume Makes the Clown»                                                                     | Shakira              | Shakira, Buckley                                             | Shakira, Méndez                     | 3:13     |  |
| 11.                             | «Something»                                                                                   | Shakira              | Shakira, Ochoa                                               | Shakira, Ochoa                      | 4:24     |  |
| 12.                             | «Timor»                                                                                       | Shakira              | Shakira                                                      | Shakira, Méndez                     | 3:32     |  |
| 13.                             | «La tortura» (con Alejandro Sanz) (versión alternativa) (pista extra edición estadounidense)  | Shakira              | Shakira, Ochoa                                               | Shakira, Méndez, Torres             | 3:32     |  |
| 14.                             | «Será, será (Las caderas no mienten)» (con Wyclef Jean) (pista extra edición latinoamericana) | Jean, Shakira        | Jean, Duplessis, Shakira, Alfano, Parker                     | Jean, Duplessis, Shakira            | 3:37     |  |
| 15.                             | «Don't Bother» (Jrsnchz Radio Remix) (pista extra edición europea)                            | Shakira              | Christy, Spock, Edwards                                      | Shakira, Méndez, Cerati             | 4:18     |  |

| Disco tres: DVD |                                                                                   |          |  |
| N.º             | Título                                                                            | Duración |  |
| 1.              | «La tortura» (vídeo musical)(con Alejandro Sanz)                                  |          |  |
| 2.              | «Don't Bother» (vídeo musical)                                                    |          |  |
| 3.              | «No» (vídeo musical)                                                              |          |  |
| 4.              | «Hips Don't Lie» (vídeo musical)(con Wyclef Jean)                                 |          |  |
| 5.              | «Día de enero» (vídeo musical)                                                    |          |  |
| 6.              | «Hey You» (en vivo desde from Hackney Empire, Londres)(MTV's Star Performance)    |          |  |
| 7.              | «Illegal» (en vivo desde from Hackney Empire, Londres)(MTV's Star Performance)    |          |  |
| 8.              | «La tortura» (en vivo desde from Hackney Empire, Londres)(MTV's Star Performance) |          |  |

## Listas y certificaciones
| País (Lista)                                 | Mejor posición |
| -------------------------------------------- | -------------- |
| Alemania (Media Control Charts)              | 1              |
| Argentina (CAPIF)                            | 1              |
| Austria (Ö3 Austria Top 75)                  | 2              |
| Bélgica — Flandes (Ultratop 50)              | 15             |
| Bélgica — Valonia (Ultratop 40)              | 6              |
| España (Top 100 álbumes)                     | 1              |
| Estados Unidos (Billboard 200)               | 4              |
| Estados Unidos (Top Latin Albums)            | 1              |
| Estados Unidos (Latin Pop Albums)            | 1              |
| Finlandia (Albums Top 50)                    | 3              |
| Francia (SNEP)                               | 6              |
| Hungría (Mahasz)                             | 6              |
| Italia (Top 100 Artisti)                     | 18             |
| Japón (Oricon)                               | 71             |
| México (Top 100 México)                      | 1              |
| Países Bajos (Mega Album Top 100)            | 7              |
| Portugal (Associação Fonográfica Portuguesa) | 8              |
| Reino Unido (UK Albums Chart)                | 180            |
| Suecia (Sverigetopplistan)                   | 14             |
| Suiza (Schweizer Hitparade)                  | 2              |
| Unión Europea (European Top 100 Albums)      | 2              |

| País (Lista)          | Certificaciones |
| --------------------- | --------------- |
| Alemania (BVMI)       | 3× Oro          |
| Argentina (CAPIF)     | 3× Platino      |
| Austria (IFPI)        | Platino         |
| Bélgica (IFPI)        | Oro             |
| Chile (IFPI)          | Platino         |
| Colombia (ASINCOL)    | 3× Platino      |
| España (PROMUSICAE)   | 3× Platino      |
| Estados Unidos (RIAA) | 11× Platino     |
| Francia (SNEP)        | Oro             |
| Grecia (IFPI)         | Oro             |
| Hungría (Mahasz)      | Platino         |
| México (AMPROFON)     | 3× Platino      |
| Rusia                 | Platino         |
| Suiza (IFPI)          | Platino         |
| Venezuela             | Platino         |

| Lista (2005)                      | Posición |
| --------------------------------- | -------- |
| Argentina (CAPIF)                 | 2        |
| Austria (Ö3 Austria Top 75)       | 23       |
| España (Top 100 álbumes)          | 4        |
| Estados Unidos (Billboard 200)    | 87       |
| Estados Unidos (Top Latin Albums) | 2        |
| Francia (SNEP)                    | 76       |
| Hungría (Mahasz)                  | 48       |
| México (México Top 100)           | 2        |
| Países Bajos (Mega Album Top 100) | 45       |
| Suiza (Schweizer Hitparade)       | 8        |

### Sucesión en listas
| Predecesor: X&Y de Coldplay                                                                                 | Alemania (Media Control Charts) Álbum Nro 1 1 de agosto de 2005 — 8 de agosto de 2005 (1 semana) | Sucesor: Power of the Sound de Söhne Mannheims                       |
| Predecesor: Caricias al alma de David Bustamante                                                            | España (Top 100 álbumes) Álbum Nro 1 12 de junio de 2005 — 25 de junio de 2005 (2 semanas) | Sucesor: Zapatillas de El Canto del Loco                             |
| Predecesor: Barrio fino de Daddy Yankee Más capaces que nunca de K-Paz de la Sierra                         | Estados Unidos (Top Latin Albums) Álbum Nro 1 25 de junio de 2005 — 14 de octubre de 2005 (16 semanas) 29 de octubre de 2005 — 4 de noviembre de 2005 (1 semana)                                                         | Sucesor: Cautivo de Chayanne Nuestro amor de RBD                     |
| Predecesor: La historia continúa... parte II de Marco Antonio Solís Cautivo de Chayanne Nuestro amor de RBD | Estados Unidos (Latin Pop Albums) Álbum Nro 1 25 de junio de 2005 — 14 de octubre de 2005 (16 semanas) 22 de octubre de 2005 — 4 de octubre de 2005 (2 semanas) 3 de diciembre de 2005 — 20 de enero de 2006 (7 semanas) | Sucesor: Cautivo de Chayanne Nuestro amor de RBD Nuestro amor de RBD |

## Créditos y personal
Créditos adaptados a partir de las notas de Fijación oral, vol. 1.
- David Alsina: bandoneón
- Gelipe Álvarez: programación
- Gian Arias: programación
- Paul Bushnell: bajo sexto
- Jorge Calandrelli: director de orquesta, arreglos de cuerda
- Juan Camatano: asistente de ingeniería
- Dave Carpenter: bajo sexto
- Gustavo Celis: mezcla
- Gustavo Cerati: compositor, artista invitado, guitarra, teclados, productor, programación
- Chris Chaney: bajo sexto
- Luis Conte: percusión
- Pete Davis: teclados, programación, trompeta
- Bruce Dukov: violín
- Gary Foster: flauta
- Bryan Gallant: asistente de ingeniería
- Iker Gastaminza: ingeniería
- Danny George: coordinador de proyecto
- Serban Ghenea: mezcla
- Mauricio Guerrero: ingeniería, mezcla
- Víctor Indrizzo: batería, percusión
- Rob Jacobs: ingeniería, mezcla
- Humberto Kiro Judex: acordeón
- Steve Kujala: flauta
- Ben Kaplan: asistente de ingeniería
- Kevin Killen: ingeniería
- Tim LeBlanc: ingeniería
- Charles Loper: trombón
- Warren Luening: fiscorno
- Terry Manning: ingeniería
- María Paula Marulanda: dirección de arte
- David Massey: A&R
- Farra Mathews: A&R
- Bob McChensay: trombón
- Vlado Meller: masterización
- Lester Méndez: compositor, teclados, productor, programación
- Frank Morrocco: acordeón
- Jonathan Mover: batería
- Teddy Mulet: trompeta
- Luis Fernando Ochoa: compositor
- Carlos Paucar: ingeniería
- Shawn Pelton: batería, percusión
- Archie Pena: percusión
- Tony Reyes: guitar, teclados
- Rick Rubin: productor ejecutivo
- Alejandro Sanz: artista invitado, guitarra, tres cubano, arreglo vocal
- Shakira: compositora, productora, guitarra, voz, coros
- Mario Sorrenti: fotografía
- Ramón Stagnaro: guitarra
- René Toledo: guitarra
- José DeJesús Rosales Halcón Dorado Torres: asistente de producción, programación, remezcla
- Dave Way: mezcla
- Joe Wohlmuth: ingeniería
- Lyle Workman: guitarra

## Premios y nominaciones
Premios y nominaciones obtenidos por Fijación oral, vol. 1 y sus sencillos.
| Año                         | Ceremonia de premios                  | Trabajado nominado       | Categoría                                           | Resultado     | Ref.            |
| --------------------------- | ------------------------------------- | ------------------------ | --------------------------------------------------- | ------------- | --------------- |
| 2005                        |                                       |                          |                                                     |               |                 |
| Premios Musicales Billboard | Fijación oral, vol. 1                 | Álbum latino del año     | Ganador                                             | [ 157 ]       |                 |
| Premios Musicales Billboard | «La tortura»                          | Canción latina del año   | Ganador                                             | [ 157 ]       |                 |
| Premios Juventud            | Fijación oral, vol. 1                 | Me muero sin ese CD      | Nominado                                            | [ 158 ]       |                 |
| Premios Juventud            | «La tortura»                          | La más pegajosa          | Nominado                                            | [ 158 ]       |                 |
| Premios MTV Latinoamérica   | «La tortura»                          | Vídeo del año            | Ganador                                             | [ 47 ] [ 48 ] |                 |
| Premios MTV Latinoamérica   | «No»                                  | Vídeo del año            | Nominado                                            | [ 47 ] [ 48 ] |                 |
| Premios MTV Video Music     | «La tortura»                          | Mejor vídeo femenino     | Nominado                                            | [ 159 ]       |                 |
| Premios MTV Video Music     | «La tortura»                          | Mejor vídeo dance        | Nominado                                            | [ 159 ]       |                 |
| Premios MTV Video Music     | «La tortura»                          | Elección de la audiencia | Nominado                                            | [ 159 ]       |                 |
| 2006                        | Premios ALMA                          | Fijación oral, vol. 1    | Álbum del año                                       | Ganador       | [ 160 ]         |
| 2006                        | Premios Billboard de la música latina | Fijación oral, vol. 1    | Álbum de pop latino - Femenino                      | Ganador       | [ 161 ]         |
| 2006                        | Premios Billboard de la música latina | «La tortura»             | Ringtone latino del año                             | Ganador       | [ 161 ]         |
| 2006                        | Premios Billboard de la música latina | «La tortura»             | Canción airplay de pop latino del año - Dúo o grupo | Ganador       | [ 161 ]         |
| 2006                        | Premios Billboard de la música latina | «La tortura»             | Canción latina del año                              | Ganador       | [ 161 ]         |
| 2006                        | Premios Billboard de la música latina | «La tortura»             | Canción latina del año - Dueto vocal o colaboración | Ganador       | [ 161 ]         |
| 2006                        | Premios Billboard de la música latina | «No»                     | Canción airplay de pop latino del año - Femenino    | Nominado      | [ 161 ]         |
| 2006                        | Premios Grammy                        | Fijación oral, vol. 1    | Mejor álbum de rock latino/alternativo              | Ganador       | [ 162 ]         |
| 2006                        | Premios Grammy Latinos                | Fijación oral, vol. 1    | Álbum del año                                       | Ganador       | [ 163 ] [ 164 ] |
| 2006                        | Premios Grammy Latinos                | Fijación oral, vol. 1    | Mejor álbum de pop vocal femenino                   | Ganador       | [ 163 ] [ 164 ] |
| 2006                        | Premios Grammy Latinos                | «La tortura»             | Grabación del año                                   | Ganador       | [ 163 ] [ 164 ] |
| 2006                        | Premios Grammy Latinos                | «La tortura»             | Canción del año                                     | Ganador       | [ 163 ] [ 164 ] |
| 2006                        | Premios Grammy Latinos                | «La tortura»             | Mejor vídeo musical, formato corto                  | Nominado      | [ 163 ] [ 164 ] |
| 2006                        | Premios Groovevolt                    | Fijación oral, vol. 1    | Mejor álbum de pop femenino                         | Nominado      | [ 165 ]         |
| 2006                        | Premios Groovevolt                    | Fijación oral, vol. 1    | Mejor álbum latino                                  | Ganador       | [ 165 ]         |
| 2006                        | Premios Groovevolt                    | «La tortura»             | Mejor interpretación femenina en una canción pop    | Nominado      | [ 165 ]         |
| 2006                        | Premios International Dance Music     | «La tortura»             | Mejor pista latina                                  | Ganador       | [ 166 ]         |
| 2006                        | Premios NRJ Music                     | «La tortura»             | Canción internacional del año                       | Ganador       | [ 167 ]         |
| 2006                        | Premios NRJ Music                     | «La tortura»             | Vídeo del año                                       | Nominado      | [ 167 ]         |
| 2006                        | Premio Lo Nuestro                     | «La tortura»             | Canción pop del año                                 | Ganador       | [ 168 ]         |
| 2006                        | Premio Lo Nuestro                     | «No»                     | Vídeo del año                                       | Nominado      | [ 168 ]         |
| 2006                        | Premio Lo Nuestro                     | Fijación oral, vol. 1    | Álbum del año - Pop                                 | Ganador       | [ 168 ]         |
| 2007                        | Premios BMI                           | «La tortura»             | Premio latino - Lista de canciones                  | Ganador       | [ 169 ] [ 170 ] |
| 2007                        | Premios BMI                           | «La tortura»             | Ringtone latino del año                             | Ganador       | [ 169 ] [ 170 ] |
| 2007                        | Premios BMI                           | «La tortura»             | Canción del año                                     | Ganador       | [ 169 ] [ 170 ] |
| 2007                        | Premios BMI                           | «No»                     | Premio latino - Lista de canciones                  | Ganador       | [ 169 ] [ 170 ] |